# Gallia Aquitania

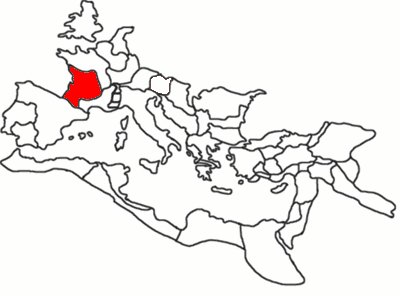
Gallia Aquitania ca provincie a Imperiului Roman, în jurul anului 120 d.C.

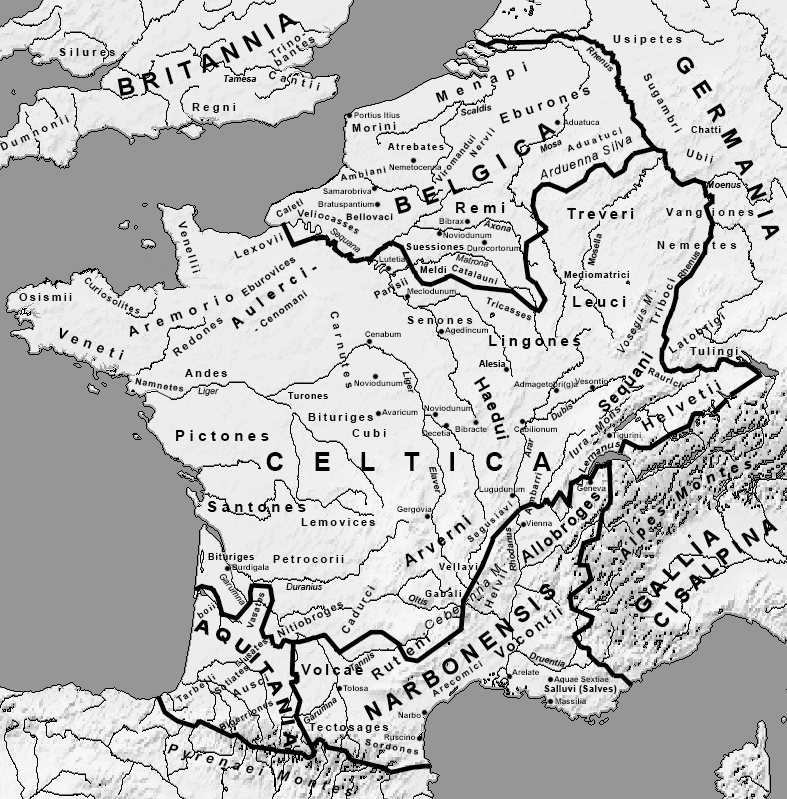
Provincia romană Gallia Aquitania în jurul anului 58 î.C.

Gallia Aquitania a fost o provincie a Imperiului Roman, aflată în sud-vestul Franței de astăzi, mărginită de provinciile Gallia Lugdunensis, Gallia Narbonensis și Hispania Tarraconensis.
Sub Cezar Augustus, Gallia Aquitania a devenit o provincie imperială, sub comanda unui fost praetor, dar neavând nicio legiune.
Odată cu reorganizarea provinciilor de către Dioclețian, Gallia Aquitania a fost împărțită în trei provincii: Aquitania Prima, Aquitania Secunda și Aquitania Tertia sau Aquitania Novempopulana (astăzi Gasconia), în cadrul Diocesis Viennensis a prefecturii pretoriene pentru gali.
În anul 418, împăratul Honorius și-a răsplătit federații vizigoți, dându-le pământ în Aquitania unde să se stabilească. Aceste așezări au format nucleul viitorului regat vizigot, care se va răspândi ulterior peste Pirinei în Peninsula Iberică.